# Aducción

Planos anatómicos en un ser humano.

La aducción es el movimiento por el que una parte del cuerpo se aproxima al plano de simetría de este (plano medial o sagital). Por ejemplo, partiendo de que los brazos se encuentran formando una "T" con el cuerpo, llevarlos de nuevo a posición anatómica.
Su antónimo y movimiento opuesto es la abducción.